# بن‌بن
بن‌بن (به فرانسوی: Bonbon) یک شیرینی شیرین یا کوچک است مشخصا نان کوچکی که در شکلات غلطانده شده. این واژه از زبان فرانسوی گرفته شده و از قرن هفدهم که این شیرینی‌ها در دربار فرانسه درست می‌شده رایج شده‌است.
واژه بن در زبان فرانسوی به معنای خوب است و بن‌بن تکرار این واژه است.